# Ravenloft: Strahd’s Possession
Ravenloft: Strahd’s Possession — компьютерная игра 1993 года, разработанная компанией DreamForge Intertainment. Мир и сюжет игры основан на сеттинге Ravenloft настольной игры Dungeons & Dragons.

## Сюжет
Граф Страд фон Зарович посвятил большую часть своей жизни сражению со злобным тираном земли Баровия. Наконец тиран был повержен и Страд стал правителем этой земли. Однажды в Страде проснулась любовь к женщине по имени Татьяна, однако она была влюблена в его младшего брата Сергея. Страд хотел приворожить любимую используя магические заклинания, но безуспешно. В день свадьбы Татьяны и Сергея в замок Равенлофт пришли таинственные тёмные силы, которые предложили Страду исполнить любое его желание взамен его души. В ночь дня свадьбы Страд убил Сергея и выпил его кровь. Татьяна, не выдержав смерти возлюбленного, сбросилась с замка. В месте соприкосновения тела Татьяны с землёй появился туман и окутал весь замок.
Игра непосредственно начинается с получения задания партией игрока, которая состоит из двух персонажей. Партии поручено возвратить своему повелителю медальон. Найдя этот медальон, партия собирается возвращаться, но её захватывает туман и переносит в зловещие земли Боровии, где находится замок Равенлофт. Не видя иного выхода, группа вынуждена пробираться сквозь недружественное окружение и раскрыть наконец тайну украденного медальона.